# 長岡京市立長岡第九小学校
長岡京市立長岡第九小学校（ながおかきょうしりつ ながおかだいきゅうしょうがっこう）は、京都府長岡京市東神足二丁目にある市立小学校。略称「長九小」「九小」。

## 概要
長岡京市東部に位置し、校区には工場が多数分布する。9番目の市立小学校として長岡京市立神足小学校より分離・新設された。
神足遺跡があった場所に位置し、近くには勝竜寺城、恵解山古墳、小畑川があり、歴史に囲まれ、自然にあふれた教育環境にある。
2013年（平成25年度）より、長岡京市教育委員会から算数科の研究推進に指定された。さらに、2016年（平成28年度）には、京都府乙訓教育局からオアシス校に指定された。
通学かばんにはランリックという京都府や大阪府堺市、滋賀県大津市の一部で使われているナイロン製のかばんが採用されている。

## 沿革
- 1979年（昭和54年）4月 - 開校
- 1980年（昭和55年）4月 - 米飯教育の実施
- 1982年（昭和57年） - 校舎を増築
- 1998年（平成10年）10月 - コンピューター教室設置
- 1999年（平成11年）
  - 4月 - 図書館司書、「心の教室相談員」配置
  - 9月 - トイレ（1か所）のリニューアル工事完了
- 2006年（平成18年）
  - 4月 - 学校給食を一部民間委託
  - 10月 - コンピュータ機器を更新
- 2008年（平成20年）9月 - 普通教室に空調設備を導入
- 2010年 （平成22年）5月 - 太陽光発電のパネルの工事完了
- 2011年（平成23年）12月 ‐ 体育館の耐震工事完了

## 児童数の変遷
年度　　児童数　　　　 　年度　　児童数　　　　　 年度　　児童数
1980　　824　　　　　　1993　　537　　　　　　2006　　446
1981　　859　　　　　　1994　　513　　　　　　2007　　423
1982　　925　　　　　　1995　　513　　　　　　2008　　402　
1983　　978　　　　　　1996　　493　　　　　　2009　　406　
1984　　978　　　　　　1997　　452　　　　　　2010　　376
1985　　912　　　　　　1998　　444　　　　　　2011　　356　
1986　　866　　　　　　1999　　439　　　　　　2012　　361　
1987　　809　　　　　　2000　　432　　　　　　2013　　357
1988　　745　　　　　　2001　　432　　　　　　2014　　292　
1989　　693　　　　　　2002　　433　　　　　　2015　　381　　　
1990　　652　　　　　　2003　　417　　　　　　2016　　379　
1991　　620　　　　　　2004　　420　　　　　　2017　　396　
1992　　598　　　　　　2005　　432　　　　　　2018　　406　

## 主なデータ
- 敷地面積：19,099㎡（市立小学校第3位）
- グラウンド面積：9,803㎡（市立小学校第6位）

## 主な進学先

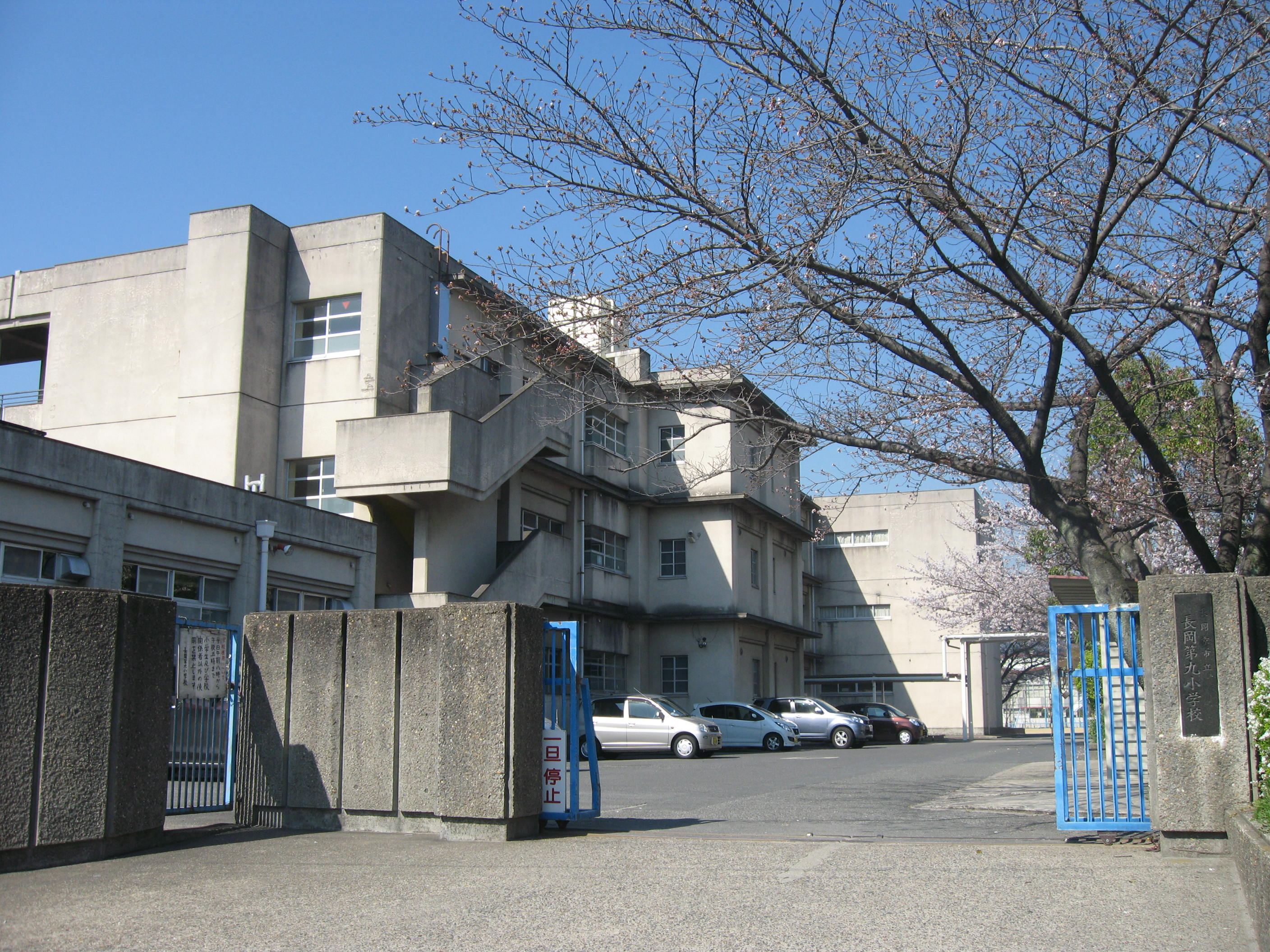
東側から撮影

- 長岡京市立長岡第三中学校

## 周辺施設
- JR東海道本線 長岡京駅
- ニチユ三菱フォークリフト本社・京都工場
- パナソニック デバイス社
- 勝竜寺城公園

## 交通
- JR東海道本線 長岡京駅下車
- 阪急京都線 長岡天神駅下車

## 出身者
- 小原明大 - 長岡京市議会議員

## 通学区域が隣接している学校
- 長岡京市立長岡第八小学校
- 長岡京市立神足小学校
- 向日市立第5向陽小学校
- 京都市立羽束師小学校
- 京都市立明親小学校